# Who Dares Wins
Albums de Bolt Thrower
War
(1994) Mercenary
(1998)
Who Dares Wins est une compilation du groupe de Death metal anglais Bolt Thrower. L'album est sorti le 14 septembre 1998 sous le label Earache Records.
Cette compilation est composée de titres rares du groupe, provenant d'EP difficilement trouvables sur le marché.
La pochette de l'album est celle de leur EP Spearhead, dont certains titres figurent dans la compilation.
La sortie de la compilation est assez proche de celle de leur album Mercenary. La sortie de cet album a provoqué un conflit entre le groupe et ce label, car Bolt Thrower est passé sous le label Metal Blade Records. Le groupe conseille aux fans de ne pas acheter cette compilation car ils étaient contre sa sortie.

## Musiciens
- Karl Willetts - Chant
- Gavin Ward - Guitare
- Barry Thompson - Guitare
- Jo Bench - Basse
- Andrew Whale - Batterie

## Liste des morceaux
1. Cenotaph – 4:05
2. Destructive Infinity – 4:14
3. Prophet of Hatred – 3:53
4. Realm of Chaos – 2:46
5. Spearhead – 8:42
6. Crown of Life – 5:29
7. Dying Creed – 4:17
8. Lament 5:37
9. World Eater – 6:09
10. Overlord – 4:29